# Cá tầm Siberi
Cá tầm Siberi (Acipenser baerii) là một loài cá tầm trong họ Acipenseridae. Nó hiện diện khắp các lưu vực sông lớn Xibia chảy hướng bắc vào biển Kara, biển Laptev và biển Đông Xibia, bao gồm sông Ob, sông Yenisei (cấp nước cho hồ Baikal qua sông Angara) sông Lena và sông Kolyma. Nó cũng được tìm thấy ở Kazakhstan và Trung Quốc ở sông Irtysh một nhánh chính của sông Ob.

## Phân loại
Thường cá tầm Siberi được chia thành ba phân loài. Tuy nhiên, các nghiên cứu gần đây cho thấy rằng Siberia cá tầm có thể là đơn loài, tạo thành quần thể di truyền kết nối liên tục trong suốt phạm vi rộng lớn của chúng.
Phân loại chỉ định (A. baerii baerii) chiếm 80% của tất cả cá tầm Siberi và sống ở sông Ob và các chi lưu của nó. Phân loài này di cư đến cửa sông Ob trong mùa đông do thiếu hụt oxy ở sông Ob, và bơi hàng ngàn km ngược dòng để đẻ trứng.
Phân loài A. baerii baicalensis được biết đến với tên gọi cá tầm Baikal là loài hồ duy nhất chủ yếu được tìm thấy ở cuối phía bắc hồ Baikal và di cư lên sông Selenga để đẻ trứng.
Phân loài thứ ba, A. baerii stenorrhynchus, cư trú ở các sông phía đông Siberi và có hai hình thái lịch sử: một là di cư nhiều hơn là bơi khoảng cách đáng kể (đôi khi hàng ngàn cây số) ngược dòng từ cửa sông và vùng đồng bằng để đẻ trứng, và một hình thức không di cư.

## Mô tả và tình trạng dân số
Cá tầm Siberi cá tầm thường nặng khoảng 65 kg, với khác biệt đáng kể giữa và trong các lưu vực sông. Trọng lượng tối đa là 210 kg. Như với tất cả các acipenseridae khác, cá tầm Siberi sống thọ (lên đến sáu mươi năm), và chậm đạt tới thành thục sinh dục (con đực 11-24 năm, con cái 20-28 năm). Chúng đẻ trứng trong dòng sông suối chảy mạnh trên đá hoặc sỏi nền.
Cá tầm Siberi ăn một loạt các sinh vật sống ở đáy như động vật giáp xác và ấu trùng chironomidae.
Loài này đã giảm mạnh trong phạm vi tự nhiên của nó do mất môi trường sống, suy thoái và săn trộm. Có đến 40% môi trường sống sinh sản cá tầm Siberi đã không thể bơi đến được do việc xây đập. Mức độ cao của ô nhiễm ở những nơi nhất định đã dẫn đến tác động tiêu cực đáng kể vào sự phát triển sinh sản của tuyến sinh dục.

## Nuôi cá tầm Siberi
Trong khi sản lượng đánh bắt tự nhiên của cá tầm Siberi đã được nói chung giảm, cá tầm Siberi là ngày càng được nuôi để lấy thịt và sản xuất trứng cá muối của trứng. Bởi vì dân số Lena A. baerii hoàn thành vòng đời của nó trong nước ngọt và trưởng thành tính dục tương đối sớm, thường ban đầu nhất bố mẹ cho các mẫu cá đã thuần dưỡng. Nhà sản xuất chính của trứng cá muối cá tầm Siberi là Pháp, trong khi các quốc gia sản xuất cá thịt lớn nhất là Nga và Trung Quốc.
.